# Simalio lucorum
Simalio lucorum es una especie de arañas araneomorfas de la familia Clubionidae.

## Distribución geográfica
Es endémica de Sri Lanka.